# David Kandel
Pour les articles homonymes, voir Kandel.
David Kandel, né en 1520 et mort en 1592, est un graveur, aquarelliste et peintre allemand.

## Biographie
On ignore à peu près tout de la vie de David Kandel. Les seuls détails sur celle-ci indiquent que son père était un citoyen strasbourgeois, qu’il se marie en 1554 avec Marguerite , fille de feu Anastasius Eschenbach, et qu’il est propriétaire d’une maison rue Sainte-Hélène à Strasbourg, en 1587.
Ses œuvres sont constituées d’une grand nombre de gravures sur bois représentant des scènes bibliques, des portraits et des représentations d’animaux. Son rhinocéros figurant dans la Cosmographia de Sebastian Münster, œuvre célèbre pour ses cartes, est resté dans les mémoires pour sa ressemblance avec celui d’Albrecht Dürer. Sa contribution la plus importante reste ses 550 gravures illustrant le Kreüterbuch de Hieronymus Bock (1498-1554).

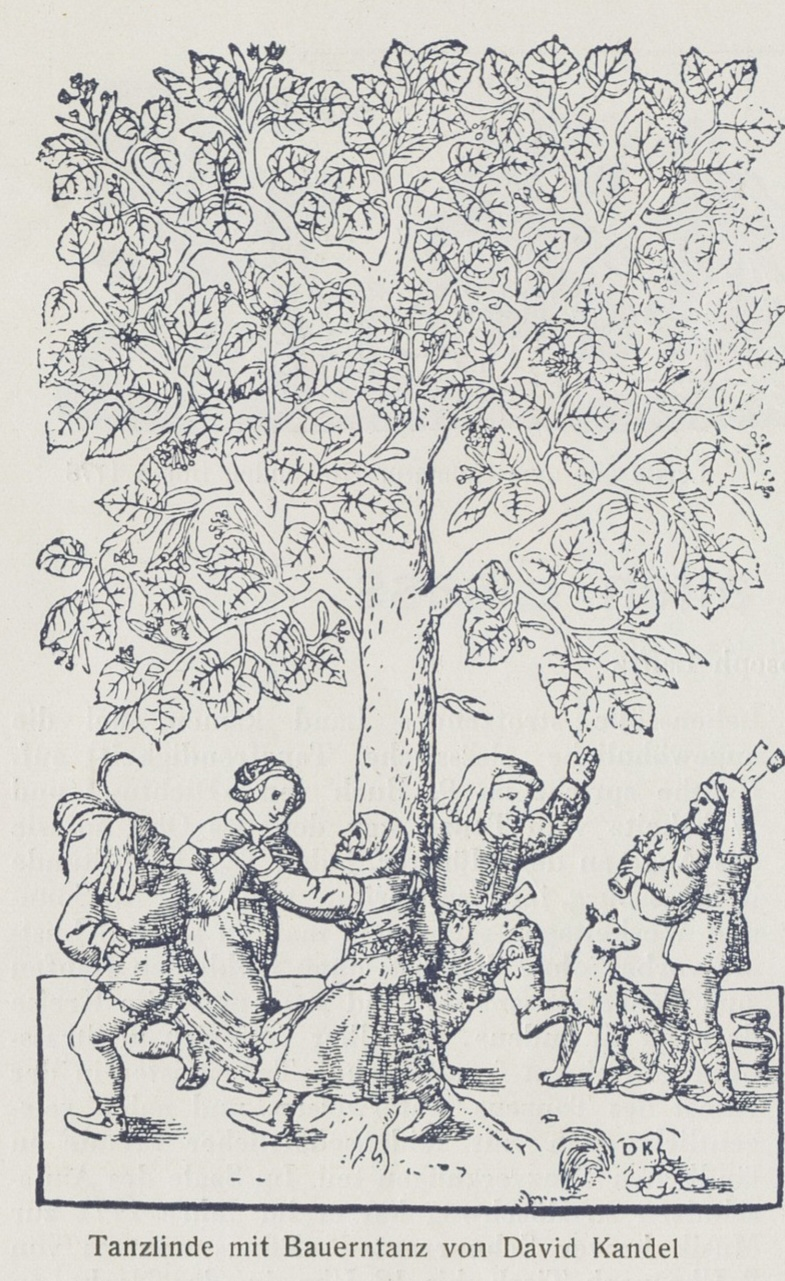
Tilleul de danse avec une danse paysanne, tiré d'un article de 1936, Der Tanz in alten Elsess de Joseph Lefftz.